# Spirobolus seychellarum
Spirobolus seychellarum är en mångfotingart som beskrevs av Henri Saussure och Leo Zehntner 1897. Spirobolus seychellarum ingår i släktet Spirobolus och familjen Spirobolidae. Inga underarter finns listade i Catalogue of Life.